# كفر عثمان
قرية كفر عثمان هي إحدى القرى التابعة لمركز شبراخيت في محافظة البحيرة في جمهورية مصر العربية. حسب إحصاءات سنة 2006، بلغ إجمالي السكان في كفر عثمان 1292 نسمة، منهم 667 رجل و625 امرأة.